# Télimélé centre (sous préfecture)
Télimélé centre est une sous-préfecture de Télimélé, dans la région de Kindia.

## Subdivision administratif
La sous-préfecture de Télimele centre a quatorze districts dont : Baguirè, Barkèrè, Fanta, Gomboya, Goulgoul, Hafia, Kolly, Megnèrè, Mendia, Missidé, Niabeli, Soindé, Sokoliba, Soyho.

## Démographie
- En 2014, le district comptait 24 761 habitants selon les RGPH 2014[1].

## Climat et végétation
Cette ville située dans une zone tropicale dispose d'une biodiversité luxuriante. Les températures courantes sont de 27,3°c et la pluviosité moyenne est de 1430mm annuellement.

## Personnalité lié a la ville
- Hadja Rabiatou Serah Diallo, originaire.